# Арахисовый пирог
Арахисовый пирог (англ. peanut pie), иногда называемый «пекановым пирогом бедняков» (poor man's pecan pie), представляет собой пирог, типичный для кухни юга Соединенных Штатов, включая регион Тайдуотер, где арахис является обычной культурой. В Северной Каролине это было стандартное блюдо, которое подавали на семейные встречи или церковные мероприятия.

## Происхождение
Происхождение арахиса восходит к Перу. В Европу он был завезен испанцами, а затем распространился в Африку и Азию. Арахис прибыл в Северную Америку в XVIII веке с африканскими рабами. Первоначально арахисовый пирог считался пищей рабов, но к 1940-м годам арахис стал широко употребляться, а в рекламе кукурузного сиропа (используемого для приготовления сладкой липкой начинки для пирога) утверждалось, что пироги с арахисовым маслом могут «заставить даже самого матёрого янки начать делать вам комплименты с южным акцентом». Пирог был популярен в Вирджинии и Северной Каролине .

## Приготовление
Сладкая начинка готовится из кукурузного сиропа, сахара и яиц, подобно тому, как готовится начинка для пеканового пирога . Вместо кукурузного сиропа иногда используют патоку, сорго, чистый тростниковый или кленовый сироп . Некоторые рецепты включают жирные сливки или сливочный сыр в начинке , в то время как другие могут включать шоколад , кайенский перец, корицу, мускатный орех или бурбон . Обычно поверхность пирога выкладывается половинками арахиса. Готовый пирог подаётся теплым и может быть украшен взбитыми сливками, десертным соусом или подаваться à la Mode (с мороженым) . Его можно приготовить в виде отдельных мини-пирогов и заморозить .